# Ширтан
Ширта́н, также шырта́н или шарта́н (чув. шӑрттан) — традиционное чувашское колбасное изделие, считающееся деликатесом, праздничным блюдом. Имел обрядовое или праздничное назначение. В современной чувашской национальной кухне ширтан готовят не только из баранины, но и из говядины и свинины, реже — добавляют субпродукты. Производство ширтана налажено на предприятиях пищевой промышленности Чувашской Республики и Марий Эл.

## Приготовление
Приготовление ширтана предполагает медленное запекание мясного фарша со специями, набитого в предварительно подготовленную натуральную оболочку. 

Запекание может быть как одноэтапным (длительностью от 6 часов), так и в несколько этапов (длительностью до нескольких суток):
Температура запекания при 300 до 100 °C, так что он становится полусухим, с хрустящей корочкой. 

Обработанный бараний желудок наполняют сырой бараниной, нарезанной кусочками и заправленной чесноком, лавром, солью, отверстие зашивают, изделие натирают солью, кладут на противень швом вниз и запекают 3—4 часа до появления золотистой корочки. Подают в горячем виде. Для длительного хранения шыртан запекают повторно в течение 1,5 часов, охлаждают и вновь запекают 1 час. При такой обработке блюдо можно долго хранить в прохладном месте— Кулинарные рецепты: Шыртан (мясное изделие)

## Этимология
Слово шӑрттан восходит к древнеиранскому слову «ширдан», которое означает блюдо из овечьего желудка, фаршированного мясом и рисом.

## Галерея
Ширтаны в производстве

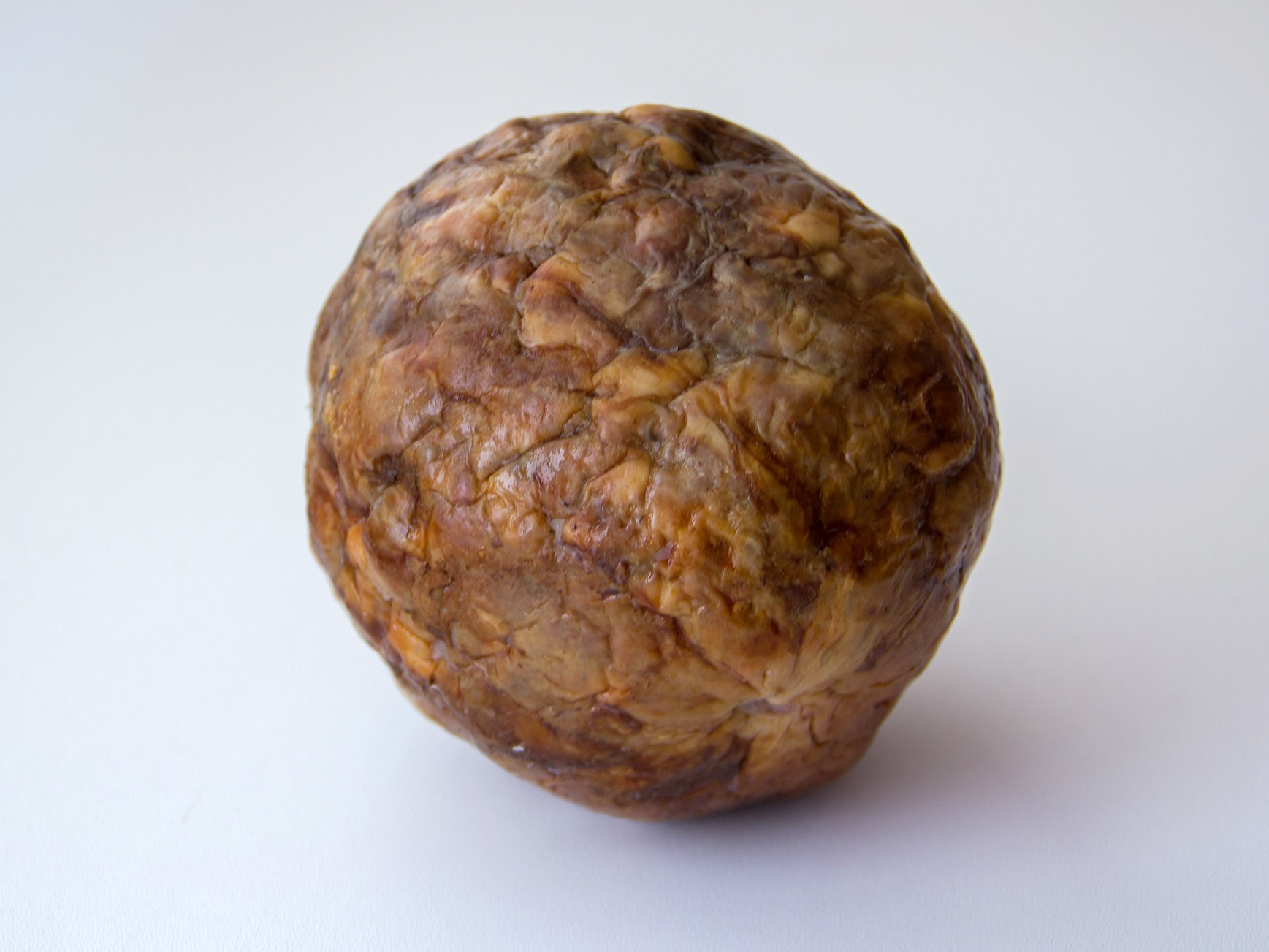
Цельный шартан
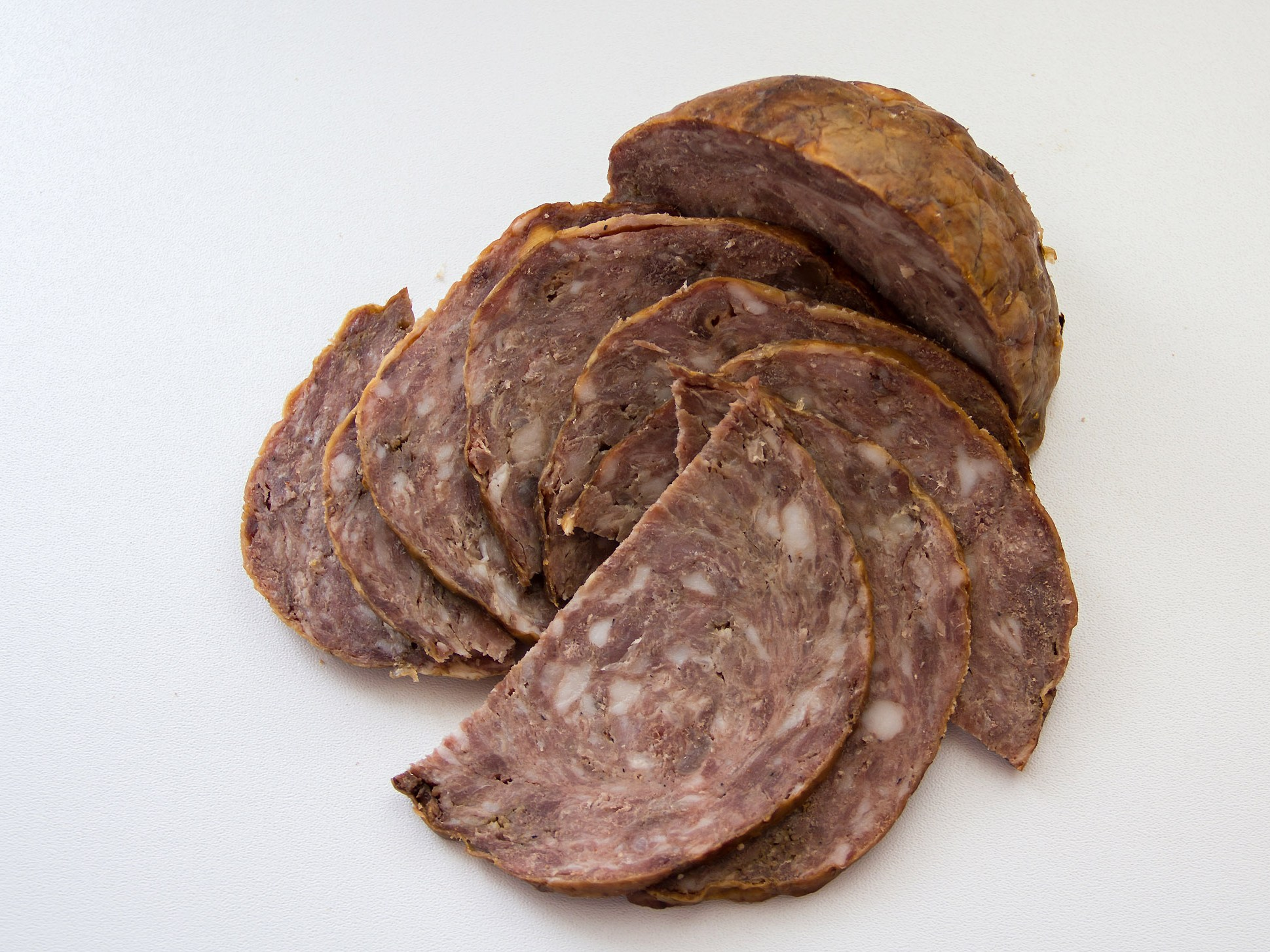
Нарезанный шартан
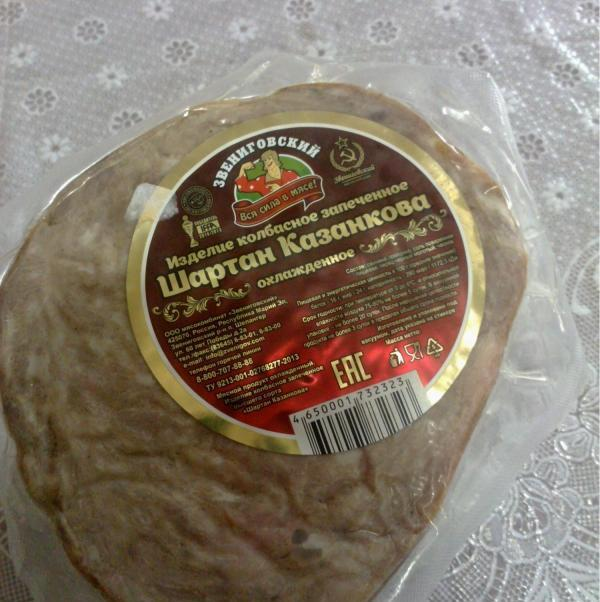
Шартан Казанкова (Звениговский)
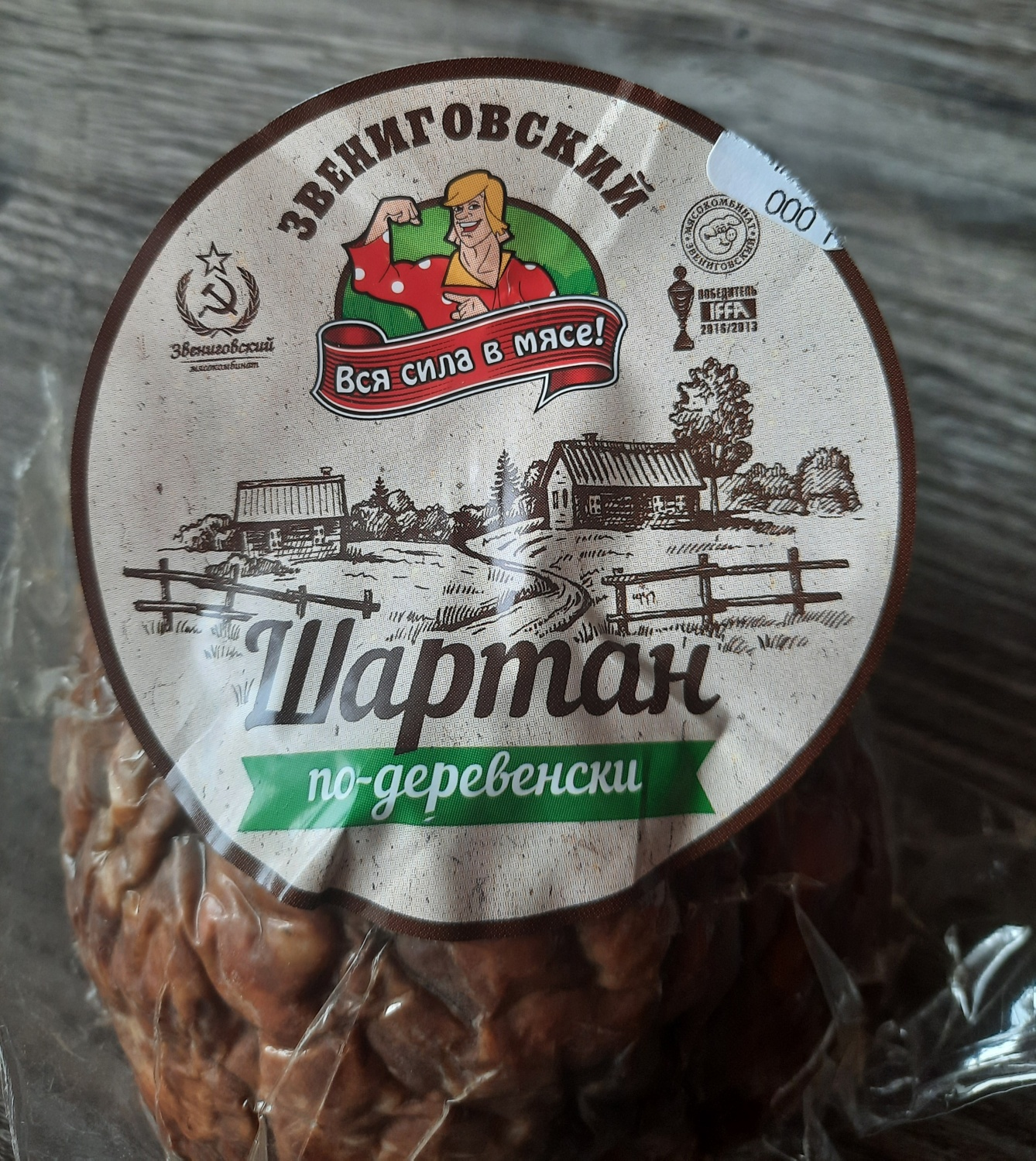
Шартан по-деревенски (Звениговский)
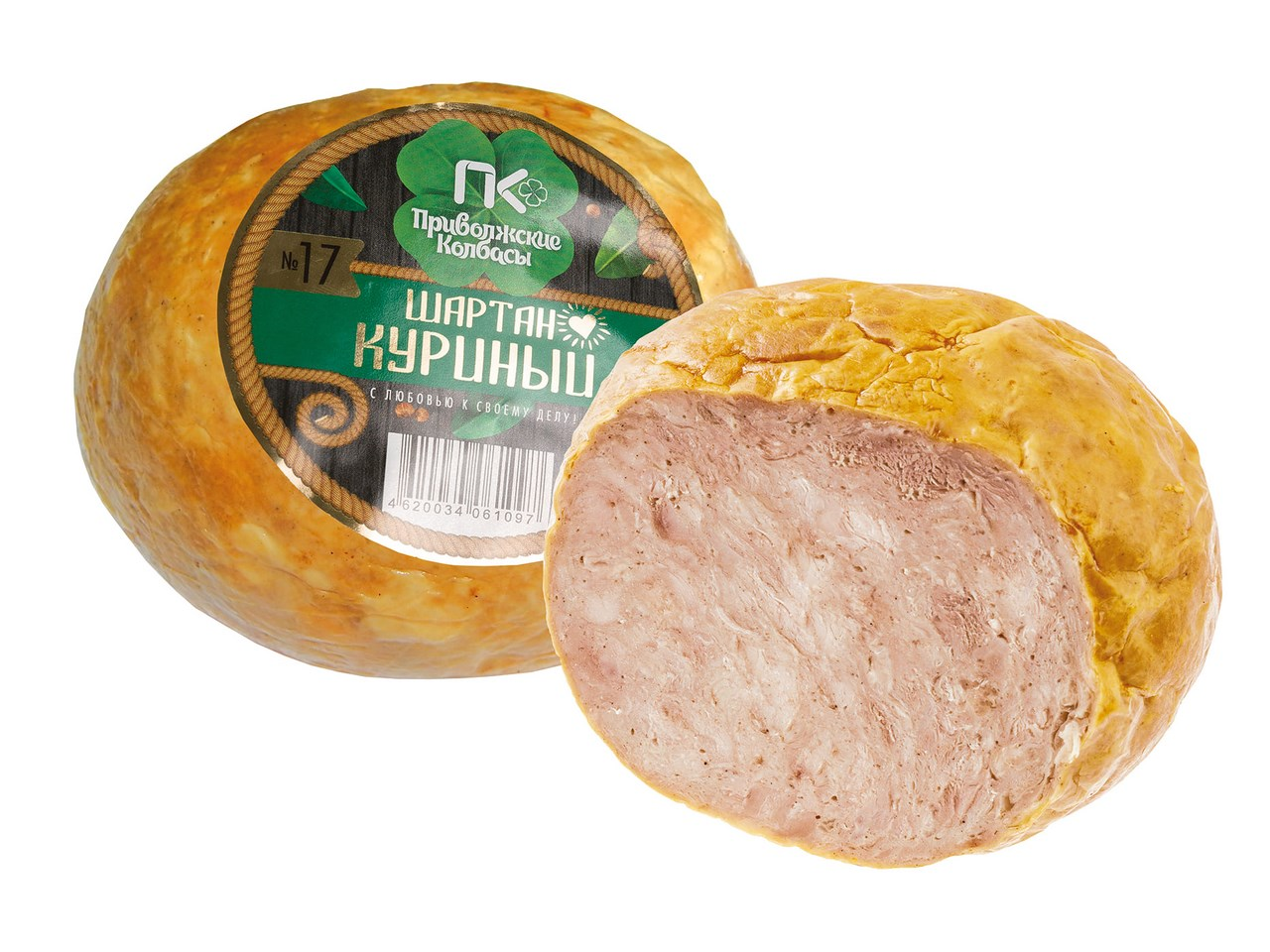
Шартан куриный (Приволжские колбасы)
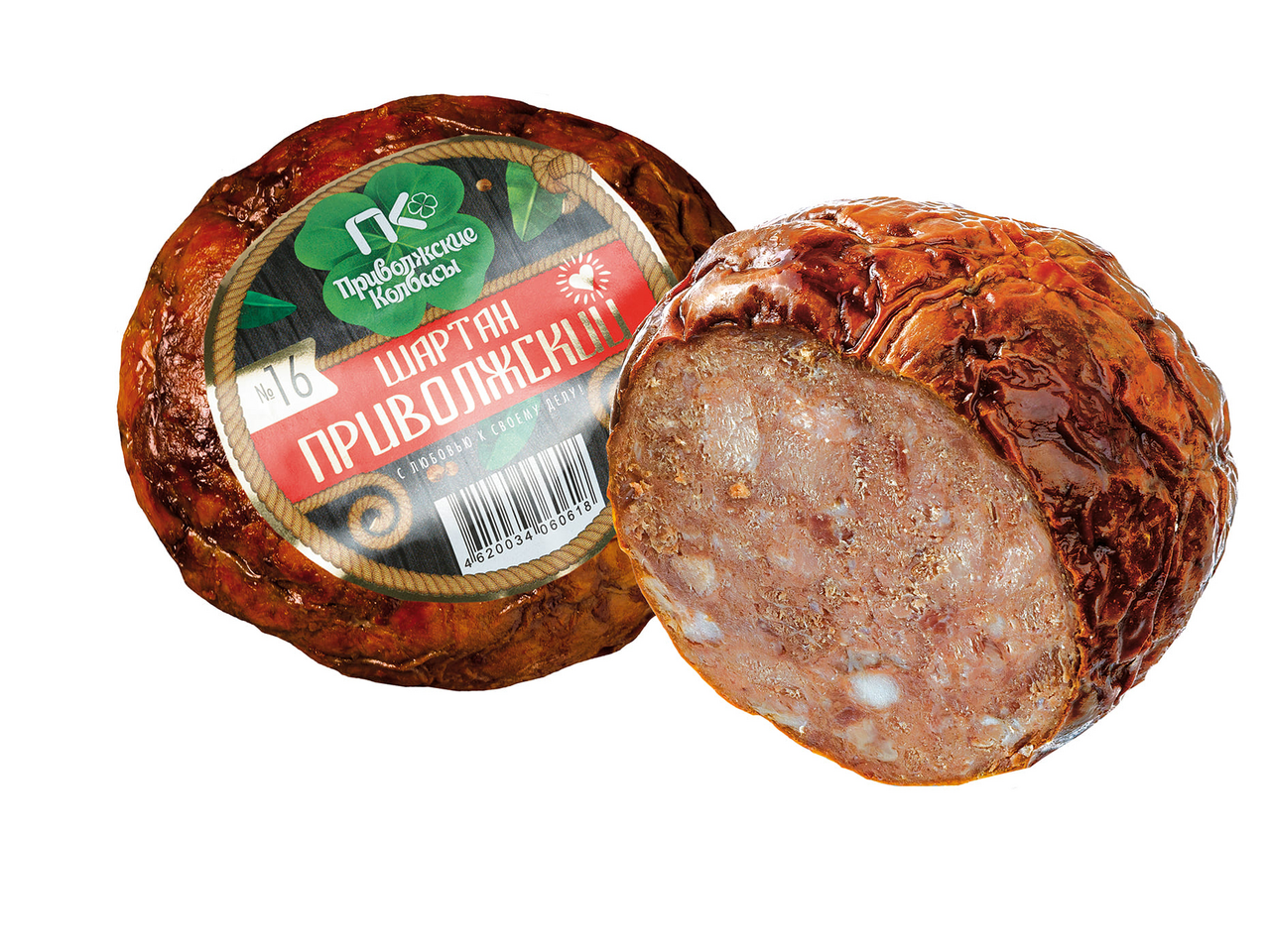
Шартан Приволжский (Приволжские колбасы)
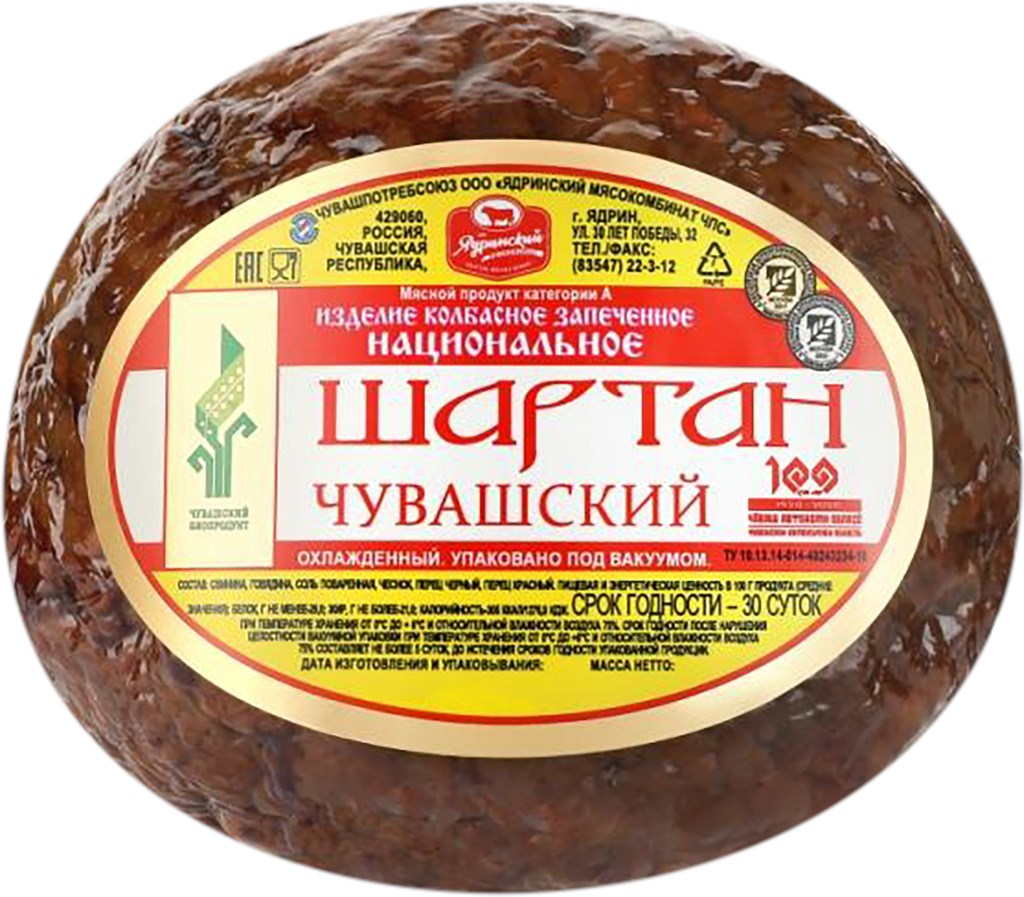
Шартан Чувашский (Ядринский МК)
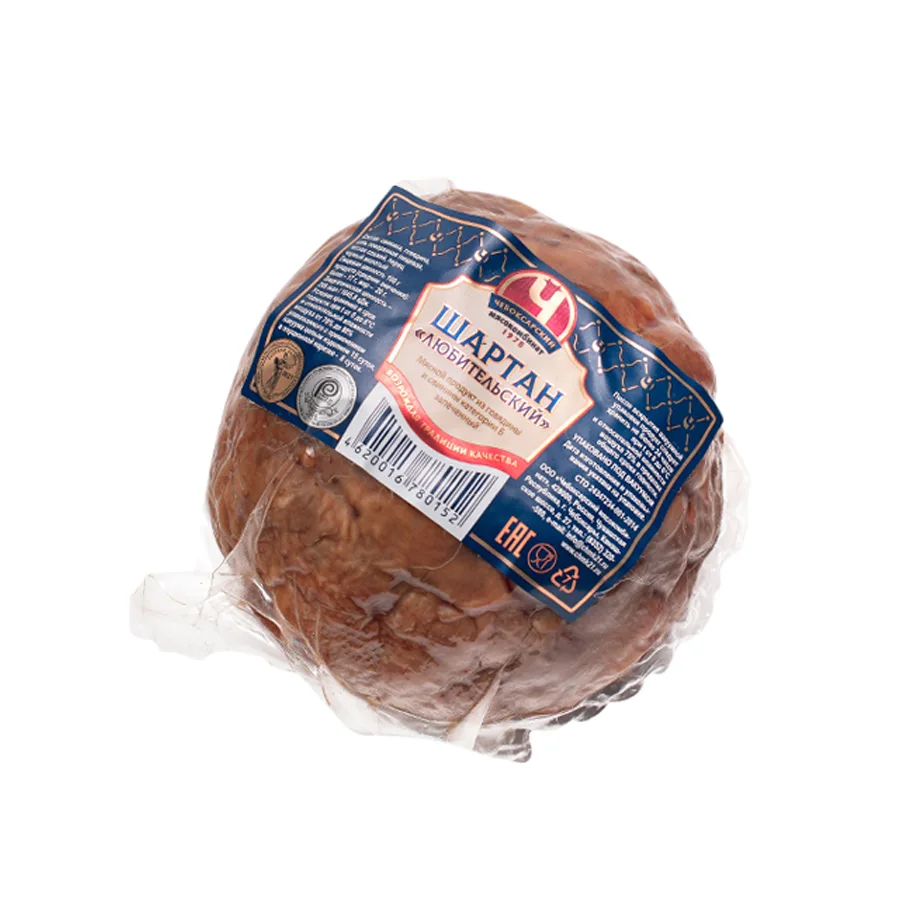
Шартан Любительский (Чебоксарский МК)
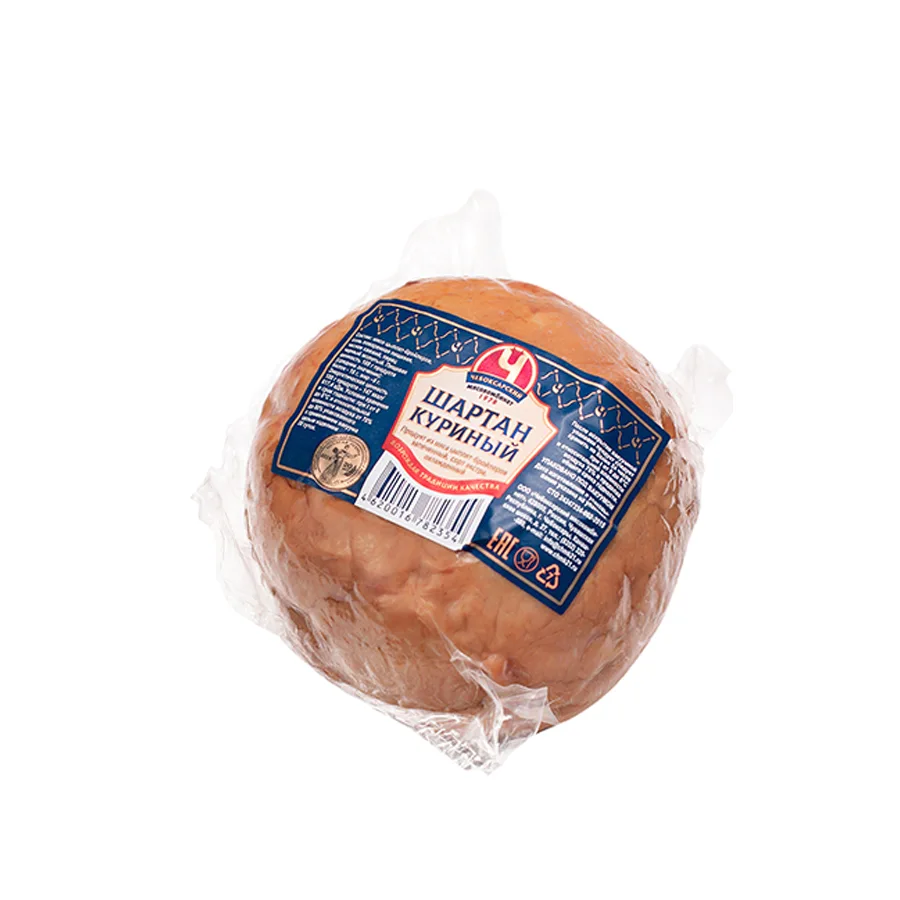
Шартан Куринный (Чебоксарский МК)